# Kościół Najświętszej Maryi Panny Królowej Świata i św. Małgorzaty w Parkowie

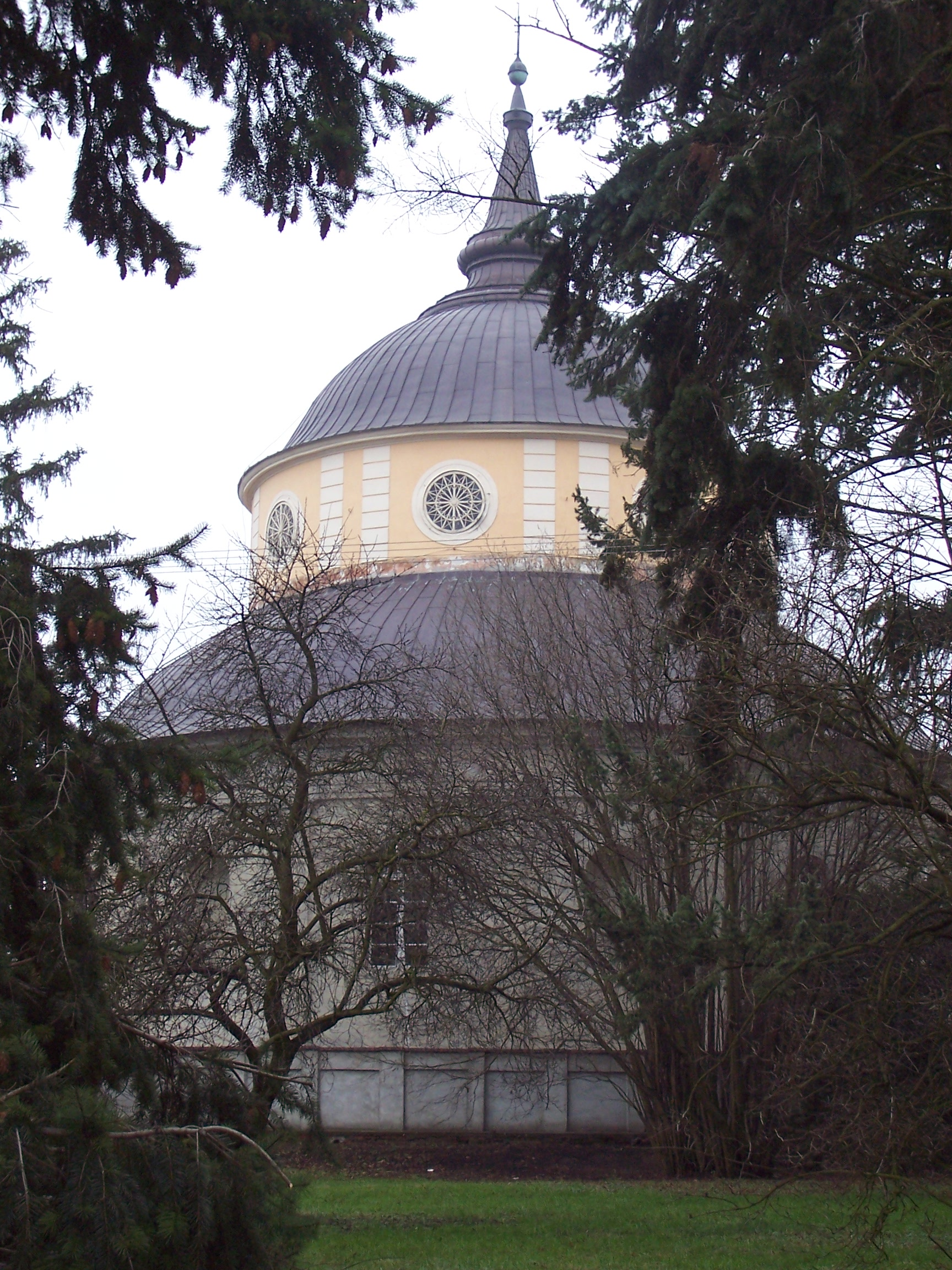
Kościół – widok od strony parku plebańskiego

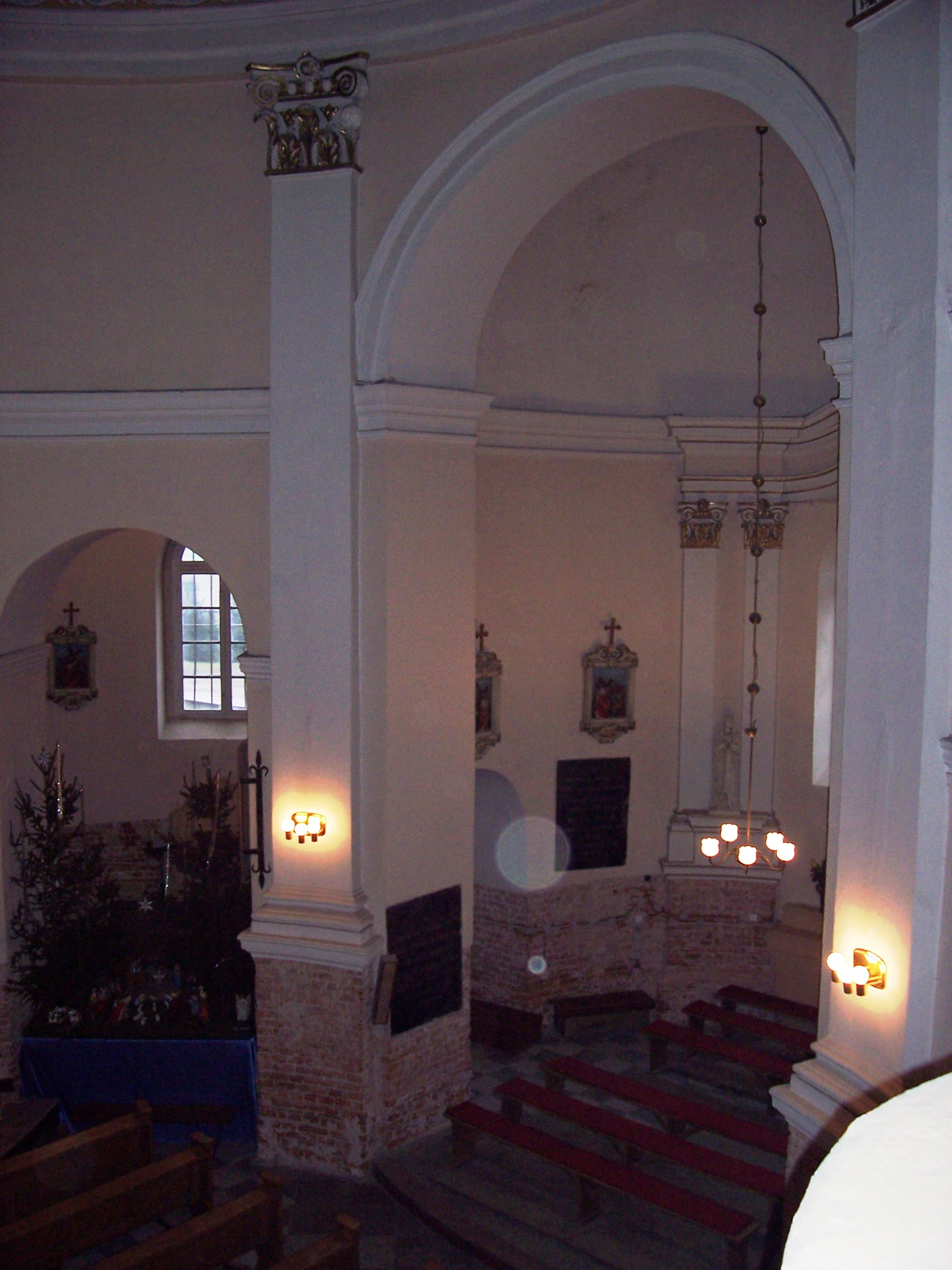
Wnętrze kościoła – widok z chóru

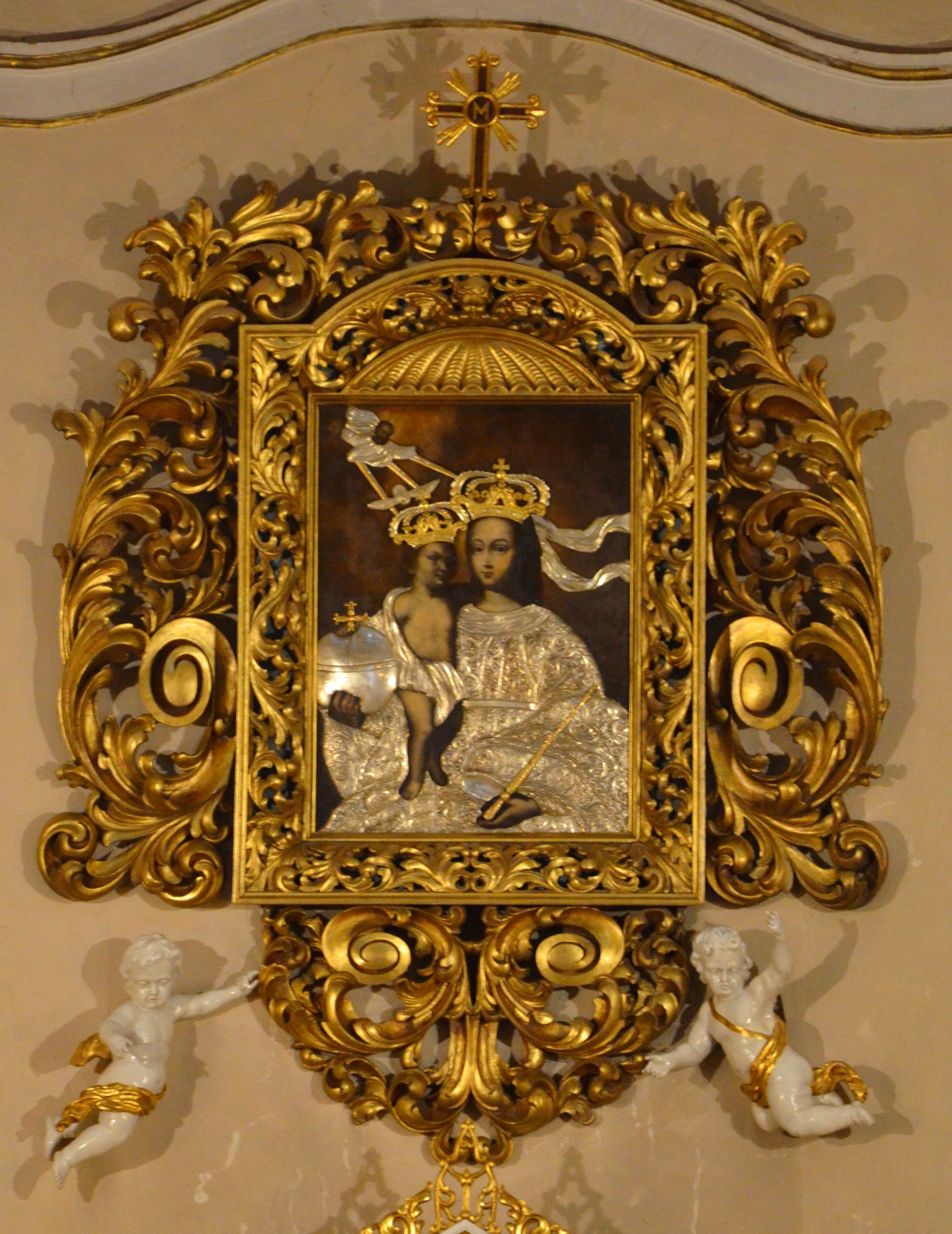
Obraz Matki Boskiej w kościele

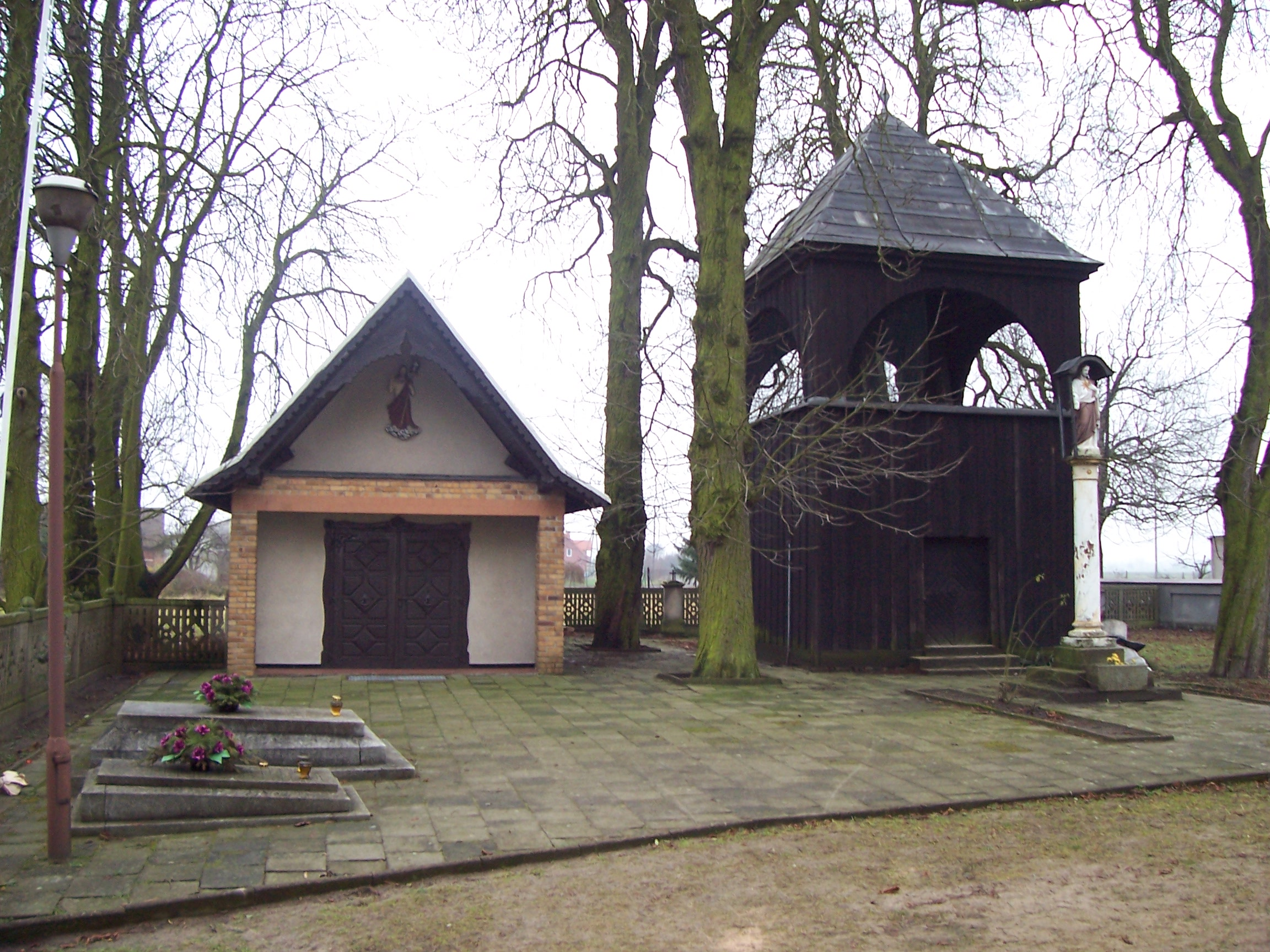
Kaplica pogrzebowa i dzwonnica z XIX wieku

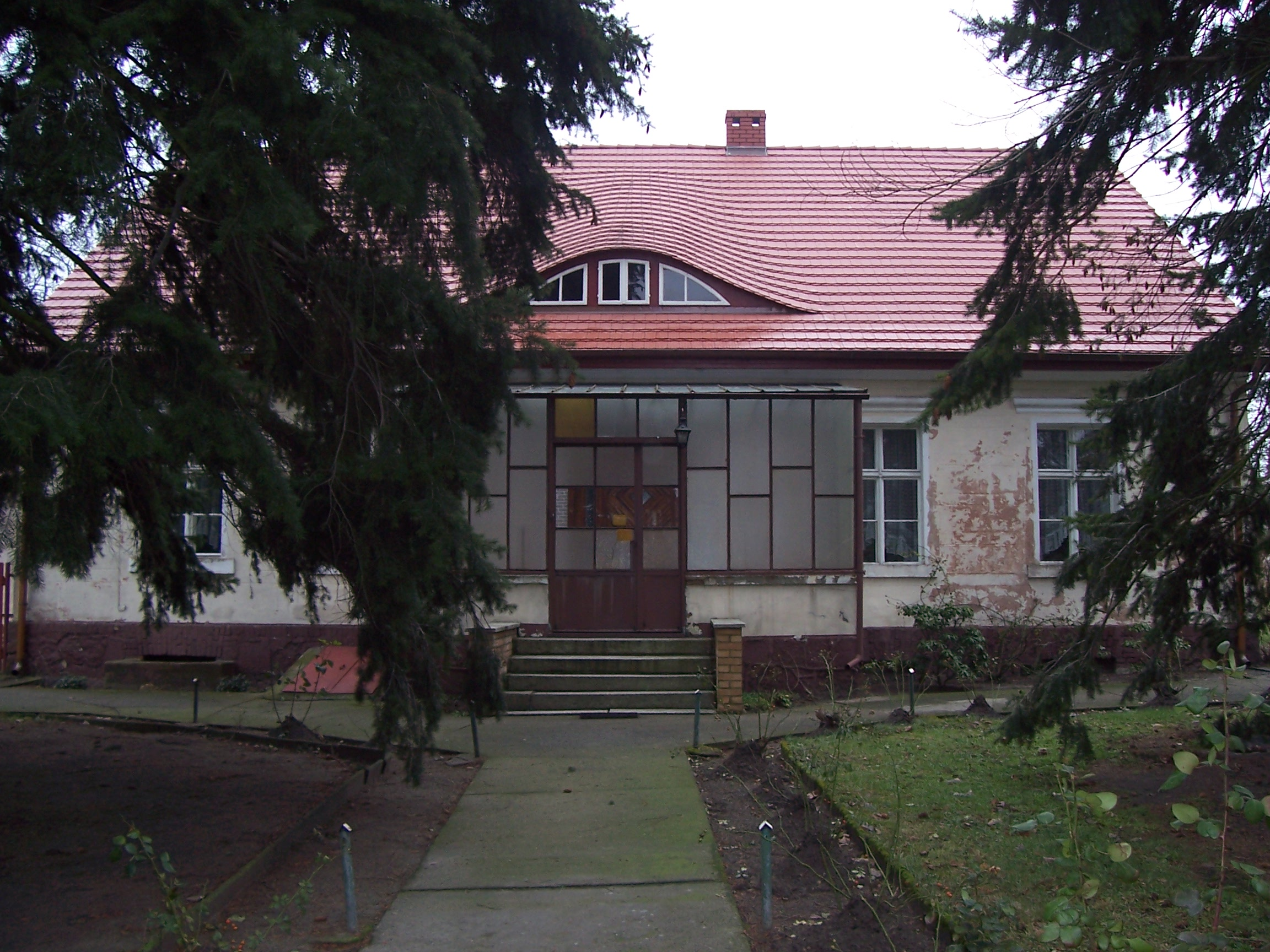
Plebania z XIX wieku

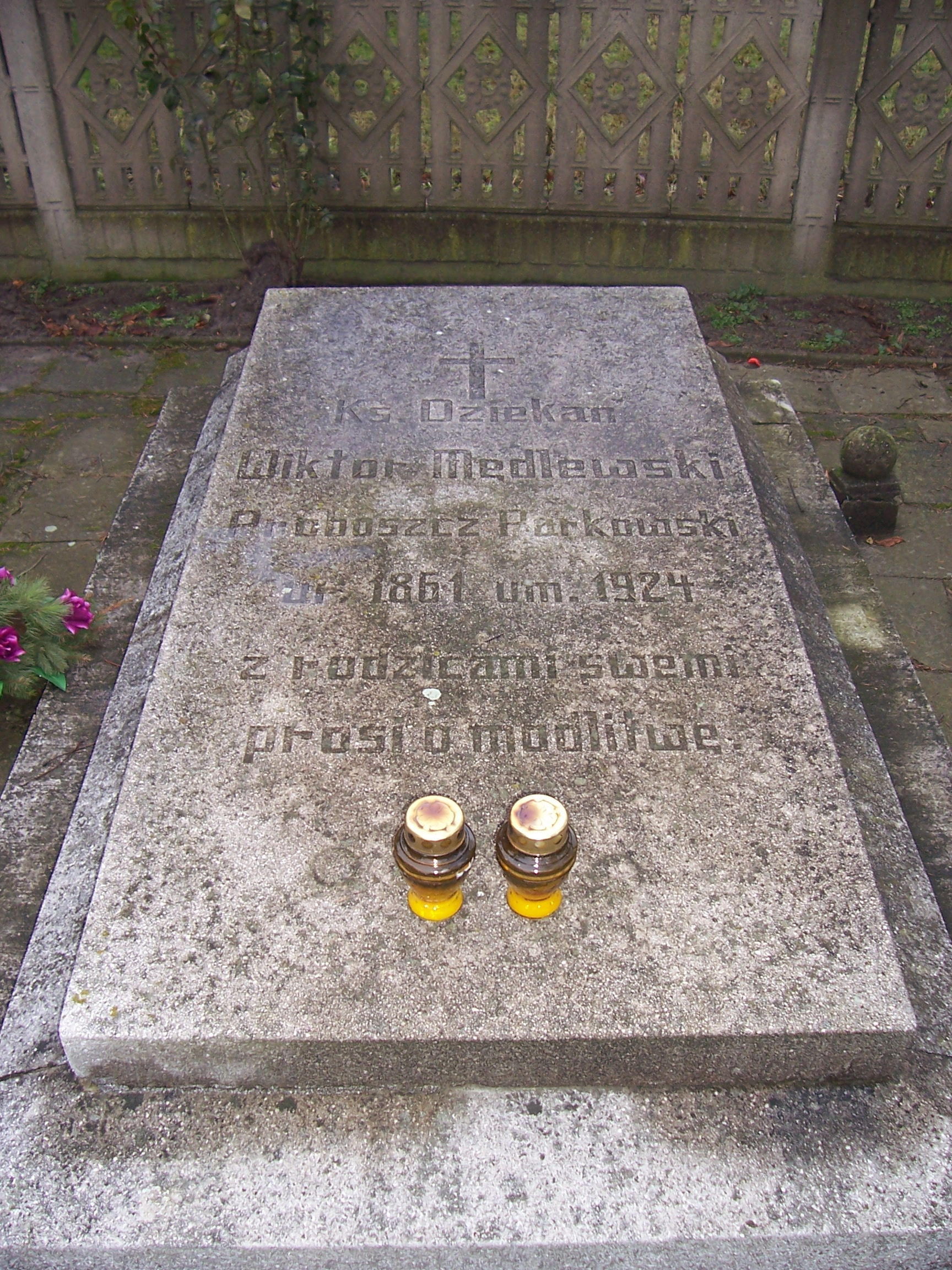
Nagrobek ks. W. Mędlewskiego na cmentarzu przykościelnym

Kościół parafialny pod wezwaniem Najświętszej Maryi Panny Królowej Świata i świętej Małgorzaty. Sanktuarium Matki Bożej Parkowskiej.

## Położenie
Kościół znajduje się na wzniesieniu przy skrzyżowaniu dróg we wschodniej części Parkowa. Jest czwartym kościołem na tym miejscu, poprzednie trzy, począwszy od założenia parafii w XIV wieku, były drewniane. Jest orientowany, a więc ołtarz główny jest zwrócony na wschód.

## Historia
Parafia w Parkowie powstała w XIV wieku, gdy powstał pierwszy kościół. Kolejny został zbudowany w 1448 roku przy lokacji miasta Sławkowo. Źródła z lat 1425-1462 wymieniają plebanów: Mikołaja, Piotra, Jana, Grzegorza i Andrzeja. W latach 1549–1603 kościół znajdował się w rękach protestantów. Z powodu zniszczeń w 1677 roku został zbudowany nowy budynek, który konsekrował biskup pomocniczy poznański Maciej Kurski. W latach 1780–1802 powstał kolejny kościół dzięki fundacji Franciszka Rostworowskiego, generała Adama Grabowskiego, Ludwiki z Turnów Grabowskiej Zienkowiczowej i Ksawerego Zienkowicza. Zgodnie z legatem Franciszka Rostworowskiego budowę kościoła miał dokończyć Józef Wybicki. Świątynia pierwotnie benedykowana została konsekrowana dopiero w 1845 roku przez arcybiskupa Michała Leona Przyłuskiego. Został wpisany do rejestru zabytków 12 grudnia 1932 roku. Podczas II wojny światowej kościół został zamieniony na magazyn sprzętu elektrotechnicznego.
W latach 1989–2007 ksiądz proboszcz Zbigniew Szyka wykonał w kościele prace remontowo-budowlane: wymieniono zniszczone cynkowe pokrycie dachu na blachę miedzianą, cały kościół wyłożono posadzką marmurową, osuszono fundamenty i ściany, uzupełniono zniszczone detale elewacji, kościół wymalowano wewnątrz, łącznie z kopułą, wyremontowano zabytkowe główne drzwi wejściowe, drzwi od zakrystii i najbardziej zniszczone okna.

## Architektura
Kościół zbudowany został w stylu barokowo-klasycystycznym na planie koła z centralnie umieszczoną kopułą, na wysokim tamburze (bęben). Kopuła jest przykryta blachą miedzianą i zwieńczona hełmem stożkowatym z kulą i krzyżem. Dach wygięty, półkopulasty. Kościół murowany, otynkowany, posiada na elewacji ozdobne pilastry, między którymi ulokowane zostały na przemian okna i nisze okienne zakończone półkoliście. Wejście główne zamknięte łukiem, ponad nim tablica z datą 1780 i okno w formie owalu.
Środkowa część kościoła wydzielona ośmioma arkadami, które tworzą osiem pomieszczeń w formie kaplic. W nich między innymi prezbiterium, kruchta (nad nią chór), dwa ołtarze boczne i zakrystia. Pod kościołem krypta, w której złożone są doczesne szczątki proboszczów i fundatorów.
Kopuła zdobiona jest malowidłami, a fryz belkowania imitacją stiuku.

## Wyposażenie
Najważniejszym zabytkiem znajdującym się wewnątrz świątyni jest obraz Matki Bożej z Dzieciątkiem przedstawionej jako Królowa Świata, szkoły hiszpańskiej lub włoskiej z około połowy XVII wieku autorstwa nieznanego malarza w sukience srebrnej z XVIII wieku. Przedstawia Maryję z Dzieciątkiem Jezus na prawym ramieniu i podtrzymującą wespół z Nim kulę ziemską, w lewej ręce berło – symbol władzy królewskiej. Obraz posiada ciekawy akcent trynitarny. Obok Jezusa Chrystusa w lewym górnym rogu namalowana jest postać Boga Ojca, Stwórcy świata zsyłającego gołębicę – symbol Ducha św. Bliskość Trójcy św. ukazuje głęboką prawdę teologiczną o relacjach Marii, największego cudu Bożego, z poszczególnymi Osobami Bożymi i mówi, że Jej Niepokalanie, Macierzyństwo, Świętość i Królewskość, są jakoby „szybą”, przez którą i za którą widać piękno, przymioty i potęgę Boga. Obraz oprawiony jest w ramę dekorowana motywem liści akantu.
Inne elementy wyposażenia:
- tabernakulum z początku XX wieku,
- stacje drogi krzyżowej z XIX wieku, wykonane ze stiuku i polichromowane,
- rzeźby z około 1800 roku: św. Antoniego z Dzieciątkiem i św. Wawrzyńca (w ołtarzu głównym), Matki Bożej i św. Jana (w ołtarzu bocznym północnym) oraz Matki Bożej z Dzieciątkiem i Chrystusa (w ołtarzu bocznym południowym),
- monstrancja ze złoconego srebra z połowy XVIII wieku,
- kielich mszalny z początku XX wieku, bogato zdobiony,
- tablice z wotami i miedziorytem z 1770 roku,
- metalowa lampka wieczna z XIX wieku,
- organy klasycystyczne z 1800 roku,
- płyta nagrobna z piaskowca rodziny Grabowskich (z około 1810 roku) – znajduje się w posadzce, pośrodku płyty herb złożony: Grzymała (Grabowscy), Ogończyk (Bukowieccy), Trzy Kotwice (Turno), Wierzbna (Rydzyńscy) i Nałęcz (Rostworowscy),
- liczne tablice epitafijne fundatorów kościoła (wśród nich gen. Adama Grabowskiego i Ludwiki z Turnów) oraz proboszczów parkowskich umiejscowione są na ścianach,
- kopia obrazu Matki Bożej Parkowskiej wykonana w latach 60., noszona na procesjach jako feretron.

## Otoczenie
W bezpośredniej bliskości kościoła znajdują się:
- dzwonnica – drewniana z pierwszej połowy XIX wieku, z dwoma dzwonami z XVI i XVIII wieku,
- murowane ogrodzenie otaczające teren kościoła wraz z okazałą bramą z końca XIX wieku – wybudowane z inicjatywy księdza proboszcza Wiktora Mędlewskiego, w roku 2003 restaurowane staraniem ks. proboszcza Zbigniew Szyka,
- plebania – murowana, otynkowana, parterowa z połowy XIX wieku, dach dwuspadowy w roku 2005 staraniem ówczesnego proboszcza ks. Zbigniewa Szyka wyremontowany i pokryty dachówką „karpiówką”, po stronie frontowej budynku rosną dwa okazałe świerki,
- organistówka – otynkowana, szachulcowa z początku XIX wieku,
- grota MB z Lourdes porośnięta kwitnącym bluszczem,
- nagrobki z XIX wieku – rodziny Sypniewskich i Marcina Szulczewskiego oraz księdza dziekana Wiktora Mędlewskiego z 1924 roku.